# Un om și trei fantome
Un om și trei fantome (engleză: The Frighteners) este un film american neozeelandez din 1996 de comedie de groază regizat de Peter Jackson care a scris și scenariul împreună cu soția sa, Fran Walsh. În rolurile principale interpretează actorii Michael J. Fox, Trini Alvarado, Peter Dobson, John Astin, Dee Wallace Stone, Jeffrey Combs, R. Lee Ermey, Jim Fyfe și Jake Busey.

## Prezentare
Un om și trei fantome prezintă povestea lui Frank Bannister (Fox), un arhitect care, după moartea soției sale, începe să aibă abilitățile psihice care-i permit să vadă, să audă și să comunice cu fantomele. Inițial, el folosește  noile sale abilități pentru a lucra cu diferite spirite ca să trișeze și să facă rost de bani de la clienți pentru așa-zisele sale afaceri de „vânătoare de fantome”. Cu toate acestea, spiritul unui criminal în serie se întoarce din iad, având posibilitatea de a-i ataca pe cei vii și pe cei morți purtând hainele Îngerului Morții, lucru care îl determină pe Frank să investigheze noua prezență supranaturală.

## Distribuție
- Michael J. Fox ca Frank Bannister. Deși Jackson și Walsh și-au imaginat Un om și trei fantome ca pe un film cu buget redus, cu actori necunoscuți, Zemeckis a sugerat distribuirea viitoarei vedete Michael J. Fox în rolul principal. Fox a fost foarte entuziasmat de munca alături de Jackson, după ce a văzut Heavenly Creatures la Festivalul Internațional de Film de la Toronto.[3] Fox a citit scenariul și a fost impresionat de natura sa "ciudată și macabră"[4]
- Trini Alvarado ca Dr. Lucy Lynskey. Personajul este numit după vedeta Melanie Lynskey din Heavenly Creatures, care, de asemenea, are o scurtă apariție în Un om și trei fantome[3]
- Peter Dobson ca Ray Lynskey, soțul Dr. Lucy Lynskey, care este maniac în ceea ce privește sănătatea și întreținerea corupului; nu este de acord cu tacticile lui Frank Bannister
- John Astin ca Judecătorul: o fantomă în descompunere din Vestul Sălbatic, este unul dintre asociații decedați ai lui Frank în afacerea sa de vânătoare de fantome
- Dee Wallace Stone ca Patricia Ann Bradley, iubita bolnavă mintal a lui Bartlett
- Jeffrey Combs ca agent special Milton Dammers, un agent FBI excentric
- Jake Busey ca Johnny Charles Bartlett, un criminal în serie
- R. Lee Ermey ca fantoma Sgt Hiles, are contract încă 75 de ani să supravegheze fantomele din cimitir.
- Chi McBride ca Cyrus,  un gangster care este unul dintre asociații decedați ai lui Frank în afacerea sa de vânătoare de fantome
- Jim Fyfe ca Stuart, un tocilar, este unul dintre asociații decedați ai lui Frank în afacerea sa de vânătoare de fantome
- Angela Bloomfield ca Debra Bannister, soția decedată a lui Frank.
- Troy Evans ca Șerif Walt Perry, un polițist local și aliat cu Frank.
- Julianna McCarthy ca bătrâna D-nă Bradley, mama obsedată a Patriciei și fostă directoare a Spitalului de Psihiatrie.
- Elizabeth Hawthorne ca Magda Rees-Jones, editorul britanic îngâmfat de la ziarul local.

### Aparițiicameo
- Peter Jackson ca un om cu piercing
- Melanie Lynskey ca  ajutor de șerif, este văzută pentru scurt timp, în picioare, alături de Lucy Lynskey

## Producție
Jackson și Walsh au conceput ideea filmului Un om și trei fantome în timp ce scriau scenariul la Heavenly Creatures (1994). Robert Zemeckis i-a angajat pe cei doi ca să scrie scenariul,  intenția inițială fiind ca Zemeckis să regizeze Un om și trei fantome ca un film derivat din serialul TV Tales from the Crypt. După ce Jackson și Walsh au realizat prima versiune schițată a scenariului în ianuarie 1994, Zemeckis a considerat că filmul va fi mai bun dacă va fi regizat de Jackson, produs de Zemeckis și finanțat/distribuit de Universal Pictures. Efectele vizuale au fost create de Weta Digital, compania lui Jackson, care era fondată doar de trei ani. Un om și trei fantome a necesitat mai multe efecte digitale decât oricare alt film creat până în acel moment și de aceea, mai ales cei de la Weta Digital, au lucrat timp de optsprezece luni pentru realizarea efectelor.
În ciuda unui proces grăbit de post-producție, cei de la Universal Pictures au fost atât de impresionați de al doilea montaj al lui Jackson asupra acestui film, încât studioul a amânat data premierei cu aproape patru luni. Filmul nu a fost un succes de box office, dar a primit în general recenzii pozitive din partea criticilor. Un om și trei fantome reprezintă, de asemenea, ultimul rol principal al lui Michael J. Fox într-un film artistic, apoi, timp de patru ani, Fox a jucat în serialul de televiziune Spin City înainte de semi-retragerea sa din 2000 din cauza efectelor bolii Parkinson.